# Eberhard de Bamberg
Eberhard, né vers 973 et mort le 13 août 1040 à Bamberg, est évêque de Bamberg de 1007 à sa mort, le premier du diocèse.

## Biographie
Eberhard vient probablement de la lignée comtale d'Abenberg en Franconie, il est peut-être un neveu du roi Henri II qui crée le diocèse. Il fut déjà évoqué comme chancelier pour la Germanie et l'Italie dans des documents de l'année 1006 ; il le reste après la fondation du diocèse de Bamberg le 1er novembre 1007 et sa nomination comme évêque. 
Lors d'un synode à Francfort, le roi obtient le consentement des évêques allemands pour la création d'un nouvel évêché après l'engagement du pape Jean XVIII. Seulement l'évêque Henri de Wurtzbourg, représenté par son chapelain Bérenger, s'y oppose et l'archevêque Héribert de Cologne, demi-frère de Henri, s'abstient. Le jour même, Eberhard, le chancelier du roi, est consacré par l'archevêque Willigis de Mayence. 

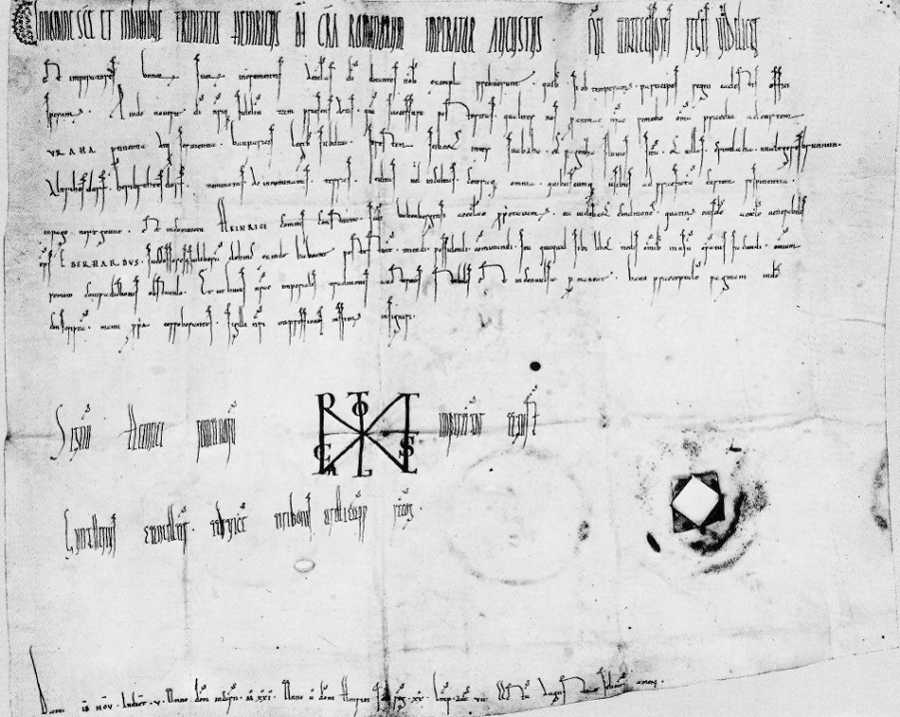
Acte de donation, émis par Henri II le 13 novembre 1021.

Henri avait offert en mai 1007 à l'église de Bamberg lors de sa construction des possessions dans le Gau (comté) franconien de Volkfeld et autour du palais de Hallstadt en Radenzgau. D'autres donations ont inclus les propriétés du palais de Forchheim, ainsi que les biens de Fürth et Hersbruck. À cela se sont ajoutés de nombreuses localités en Bavière et le margraviat d'Autriche, dans le Rheingau, en Souabe, en Carinthie et la marche de Styrie. Le roi a également laissé au diocèse l'abbaye de Gengenbach, l'abbaye de Schuttern et de nombreux autres monastères. Le territoire du diocèse s'élargit encore après la mort de l'évêque Mégingaud d'Eichstätt en 1015, lorsque son successeur Gundekar dut laisser de vastes régions à Bamberg.
Même chancelier de l'Italie de 1009 à fin 1012, Eberhard reste un proche conseiller du roi. Après la mort de l'archevêque Willigis en 1011, il est fait archichancelier de l'Italie et le sera jusqu'à la mort de Henri II en 1024. Le nouveau roi Conrad II le Salique fait archichancelier en Italie Aribon, l'archevêque de Mayence. Par conséquent, Eberhard perd son influence au sein de la cour impériale. Selon les chroniques d'Ekkehard d'Aura, le nouveau souverain envisage même d'abolir le diocèse ; néanmoins, l'évêque Eberhard reçoit lors de la première année de gouvernance de Conrad un certain nombre de confirmations des possessions de son église.
Pour affirmer son diocèse, Eberhard fait bâtir à Bamberg les abbayes Saint-Étienne et de Michelsberg dont l'église est consacrée par le pape Benoît VIII en 1020. Plus tard, Eberhard se met en opposition à la Curie, en étant avec l'archevêque Aribon au moment du conflit sur le mariage d'Otton Ier de Hammerstein avec sa cousine Ermengarde, fille du comte Godefroid Ier de Verdun. Dans la querelle sur l'abbaye de Gandersheim, il a soutenu la position de l'évêque Gothard de Hildesheim. En 1027, il participe au synode général convoqué par Conrad II à Francfort.
Eberhard est enterré aux côtés des évêques Egilbert, Timo, Wulfing et Henri II dans la crypte de la cathédrale Saint-Pierre-et-Saint-Georges de Bamberg.

## Source, notes et références
- (de) Cet article est partiellement ou en totalité issu de l’article de Wikipédia en allemand intitulé « Eberhard I. (Bamberg) » (voir la liste des auteurs).